# Prionolabis rufibasis
Prionolabis rufibasis là một loài ruồi trong họ Limoniidae. Chúng phân bố ở miền Tân bắc.